# Glenda Farrell
Glenda Farrell, född 30 juni 1904 i Enid, Oklahoma, död 1 maj 1971 i New York, var en amerikansk skådespelare. Farrell gjorde sina kändaste filmroller under 1930-talet då hon var kontrakterad av Warner Bros.

## Biografi
Farrell var skådespelare på Broadway under åren 1929-1970. Hon har en stjärna på Hollywood Walk of Fame vid adressen 6524 Hollywood Blvd.

## Filmografi
- 1931 – Little Caesar
- 1933 – Jag är en förrymd kedjefånge
- 1933 – Lady för en dag
- 1933 – Efterlyst av hemliga polisen
- 1933 – Genom nyckelhålet
- 1934 – Brott på linjen
- 1934 – I brottets skugga
- 1935 – Gold Diggers of 1935
- 1935 – Fröken Provryttare
- 1935 – Casino de Paris
- 1936 – Gold Diggers 1937
- 1937 – Smart Blonde
- 1941 – Johnny Eager
- 1942 – Han kom om natten
- 1954 – Susan sov hos mej
- 1959 – Brittsommar

## Teater

### Roller
| År   | Roll   | Produktion                     | Regi              | Teater                       |
| ---- | ------ | ------------------------------ | ----------------- | ---------------------------- |
| 1954 | Daylia | Home Is the Hero Walter Macken | Worthington Miner | Booth Theatre, New York, USA |